# Блумстедт, Герберт
Герберт Блумстедт (швед. Herbert Blomstedt, род. 11 июля 1927 года, Спрингфилд, Массачусетс, США) — шведский дирижёр.
Родился в США, откуда его родители в 1929 вернулись на родину в Швецию. Получил образование в Королевской высшей музыкальной школе в Стокгольме и Уппсальском университете. После 1949 года продолжил изучение современной музыки — в Дармштадте, барочной музыки — в Базельской школе пения (лат. Schola Cantorum Basiliensis) у Пауля Захера и дирижирования — у Игоря Маркевича и Жана Мореля в Джульярдской школе и Леонарда Бернстайна в Тэнглвудском музыкальном центре.
В 1954—1962 возглавлял Норрчёпингский симфонический оркестр, в 1962—1968 — Филармонический оркестр Осло, в 1967—1977 — Симфонический оркестр Датского радио, в 1977—1982 — Симфонический оркестр Шведского радио. В 1975—1985 был главным дирижёром Саксонской государственной капеллы в Дрездене, с которым записал произведения Рихарда Штрауса и симфонии Бетховена и Шуберта. В 1985—1995 он возглавлял Симфонический оркестр Сан-Франциско, получив с ним две премии Грэмми. В 1996—1998 - главный дирижёр Симфонического оркестра Северогерманского радио, в 1998—2005 — Лейпцигского оркестра Гевандхауза.
Среди осуществлённых записей — произведения Людвига ван Бетховена (все симфонии с Саксонской государственной капеллой), Иоганнеса Брамса, Густава Малера, Феликса Мендельсона, Карла Нильсена (все симфонии с Симфоническим оркестром Сан-Франциско, все симфонии с Симфоническим оркестром Датского радио), Яна Сибелиуса (все симфонии с Симфоническим оркестром Сан-Франциско), Пауля Хиндемита, Рихарда Штрауса, Франца Шуберта (все симфонии с Саксонской государственной капеллой).
Будучи адвентистом седьмого дня, Блумстедт не репетирует по субботам, но дирижирует концертами, не считая это работой.

## Награды
- Медаль Литературы и искусств (1979)
- Медаль Серафимов (2012)